# شاهدانه ایندیکا
شاهدانه هندی (نام علمی: Cannabis indica)، یک گونه از سرده شاه‌دانه است.

## نگارخانه

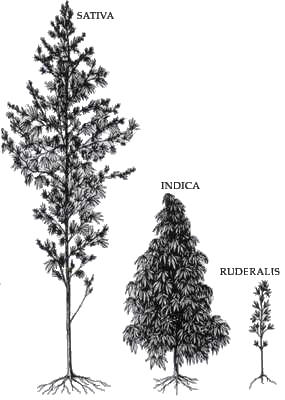
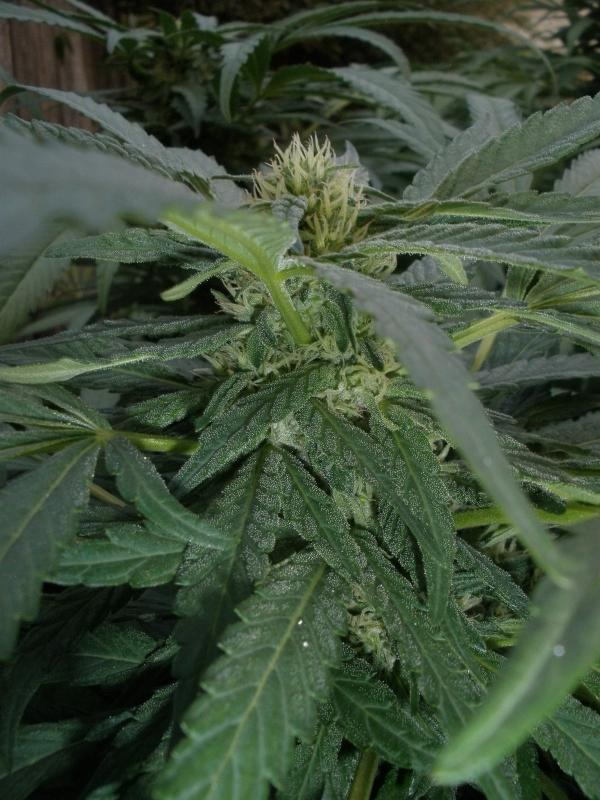